# 预防性战争
预防性战争是當某一方認為军事冲突雖然不是迫在眉睫，但已不可避免，拖延下去将带来更大风险而發動的戰爭。  進攻的一方認為被攻击的一方會威脅自己，而且未来被攻击的一方很有可能會主動发动攻击。若是進攻的一方認為自己即将被袭击，而率先進攻對方，則是先发制人的打击。
不過有人認為，未经联合国批准而发动的预防性战争在並不符合国际法，并且缺乏法律依据。联合国威胁、挑战和改革问题高级别小组認為如果有充分理由发动预防性战争，则应将理由提交联合国安全理事会討論，由联合国安全理事会授权發動預防性戰爭。 